# Julbord
Ett julbord är en buffé – ett smörgåsbord – med julmat som serveras företrädesvis i Sverige och Finland kring jul. Flera rätter, som julskinka, köttbullar, Janssons frestelse, sill och prinskorv brukar förekomma på julbord, men det finns också många regionala rätter som bara är vanliga i vissa områden.
Få av rätterna på dagens julbord är från äldre tider, med dopp i grytan, julkorv och lutfisk som undantag. Flera allmänt accepterade julbordsrätter, som köttbullar, julskinka, prinskorv och gravlax, blev inte vanliga förrän under 1900-talet, och köttbullarna blev vanliga på julbordet först under 1970-talet. Som dricka serveras ofta julöl och julmust till maten.

## Etymologi
Ordet "julbord" är känt i svenskan sedan början av 1800-talet och syftade då på ett festligt dukat bord med exempelvis grenljus, skådebröd med mera, som ofta stod kvar, uppdukat under hela julen. Senare har det mer kommit att förknippas med en typ av smörgåsbord som serveras till jul.

## Historik

### Förkristen tid och medeltiden
Traditionen att fira jul har sina rötter i 1000-talets festligheter kring midvinterblotet, då man talade om att "dricka jul". Under lång tid nyttjades alla delar av den slaktade grisen varför rätter som julkorv, syltor, grisfötter och dopp i grytan sannolikt tillhör några av de äldsta inslagen som förekommer på julbordet.
Under medeltiden infördes kristna jultraditioner i Sverige, då bland annat fasteregler tillkom under advent. Det innebar att man inte fick äta kött veckorna före jul, vilket resulterade i att gröt och olika fiskrätter, främst lutfisk, blev en del av jultraditionen.

### Spannmålen
Länge var spannmål det viktigaste livsmedlet i skandinavisk matkultur, varför jäst öl, kokt gröt och bakat bröd utgjorde stapelföda. Men dessa rätter var även viktiga företeelser vid fest, fast då med finare kryddor, tillsatt socker och högre alkoholhalt. I bondesamhället var det främst korngrynsgröt som åts, även till jul, men julgröten skiljde sig från vardagsgröten genom att den lagades med mjölk och kanske smaksattes med kanel eller sirap.
Till julbordet var det viktigt med utsmyckningar och det förekom skådebröd, så kallad såkaka och annan skådemat, som julhös, det vill säga ett dekorerat grishuvud som först skulle ätas upp efter julen.
Innan 1900-talet var, utöver de ovan nämnda rätterna även olika varianter av julbröd viktiga på julbordet. En tradition var den så kallade julhögen, som var en konisk stapel med ett antal nybakade bröd, cirka 5-10 stycken, krönta av någon godsak, som en ostbit, korv eller äpple. Ofta fick var och en i hushållet sin egen julhög, som skulle räcka under helgen. Ibland var det endast en stor gemensam julhög på julbordet.
Till brödet gjordes dekorativa smöruppläggningar, ibland tillsammans med ostar och i mer välbärgade hem serverades rikligt med sovel, som korvar och fläskkött. Andra äldre företeelser var olika sorters söta osträtter, som sötost, rörost, fatost och äggost, som ofta åts som dessert på tallrik med bestick. Risgrynsgröten dök upp på 1800-talet.

### Brännvinsbordet
Mycket av det som förknippas med julbordet är annars hämtat från brännvinsbordet, en äldre svensk förrättsmåltid som traditionellt bestod av fem delar: ett par sorters bröd, smör, en eller två sorters ost eller potkäs, fisk; exempelvis rimmad eller gravad lax eller en sillinläggning, någon korv, rökt, spicket eller torkat kött, samt ett par-tre sorters kryddat brännvin som kummin-, malörts- och dillbrännvin. Brännvinsbordet hade sin storhetstid under 1700-talet och i borgerliga samhällsklasser var det en självklarhet vid den här tiden att inleda julfirandet på detta sätt. Under början av 1800-talet utvecklades denna förrätt till att bli smörgåsbordet, men det var först från tidigt 1900-tal som svenskarna mer allmänt började julaftonsmåltiden med ett julsmörgåsbord, som sen följdes av lutfisk som varmrätt och risgrynsgröt till avslutning.
Detta sammanföll även med att man i början av 1900-talet fick större möjligheter till att konservera mat, vilket underlättade smörgåsbordet. Detta resulterade i ett ökat antal smårätter på julbordet, med ingredienser som ägg, fisk och rödbetor. Innan 1800-talets andra hälft förtärdes huvudsakligen färsk mat, för att dra en skiljelinje mellan resten av årets insaltade eller torkade kost.
Under 1700- och 1800-talet blev det populärt i högrestånds-hem att låta sig influeras av mode och traditioner från andra länder. Detta medförde bland annat import av fikon, dadlar, utländska nötter, choklad och marsipan till julborden. Mycket av detta förekommer ännu, tillsammans med andra sötsaker på vad som ibland kallas för ett gottebord.

### 1900-talet
Julskinka, prinskorv, Janssons frestelse, gravlax och köttbullar är exempel på maträtter som blev vanliga på julbordet först under 1900-talet. Carl Larsson har i sin konst skildrat flera julscener, till exempel Nu är det jul igen (1906-1907) och Julaftonen (1904). Den senare bilden ledde bland annat till att en ny jultradition föddes i form av julbord med skinka till jul.  Julskinkan blev inte vanlig på julbordet förrän under 1900-talet, eftersom skinkan som kommer från en fin del av grisen, förr sparades till sommaren. Istället serverades ofta grishuvud vid jul, kallat julhös. Under 1700-talet blev skinkan vanlig på vissa herrgårdar, men inte hos allmänheten. Janssons frestelse blev känd under 1920-talet.
Småkorvar har funnits sedan långt tillbaka, men prinskorv serverades från 1900-talet. Troligtvis blev prinskorven en ersättare till fläskkorven i mitten av 1900-talet, för att några decennier senare bli ett återkommande inslag på julbordet. Köttbullar blev först en del av julbordet under 1970-talet.
Under senare hälften av 1900-talet förenades den separata jullunchen, med doppet i grytan och skinka; förrätten julsmörgåsbordet; den egentliga julmiddagen med lutfisk och avslutande risgrynsgröt, allt oftare till att bli ett enda stort julbord.

#### Julbord på restaurang
Strax efter första världskriget började det kommersiella julbordet serveras på restaurangerna en eller ett par söndagar före jul. Företagen börjar bjuda kunder och anställda på julmat redan i november.

## Maträtter och drycker
Ett stort antal rätter associeras till julbordet, både mer ålderdomliga samt modernare rätter. På grund av det stora antalet rätter kan man dela in dem i flera grupper. Vanligt är dock olika typer av inlagd sill, sillsallad, gravad lax, lutfisk, julskinka, olika korvar, sylta,  rödbetssallad, Janssons frestelse, köttbullar, risgrynsgröt, revbensspjäll, potatis, olika kålsorter och vörtbröd. Till dessert serveras ofta risgrynsgröt eller ris à la Malta. Till julbordet dricks julmust, mumma, svagdricka, porter eller julöl. Snaps är vanligt förekommande.
Bland de populäraste rätterna på julbordet finns julskinkan, sill, köttbullar, Janssons frestelse och prinskorv.

### Lokala specialiteter
Matkulturen har sett olika ut i landet genom århundradena varför det fortfarande förekommer lokala specialiteter. Vissa har en starkare förankring i ett specifikt område medan andra för en tynande tillvaro. Nedan följer ett antal exempel:  
- Norra Sverige – viltinslag, blana, fatost
- Södra Sverige – fläskrätter
- Bohuslän – rödkål, brynost, äggost
- Gotland – saffranspannkaka, bruna bönor
- Gästrikland – grynkaka
- Halland – långkål (grönkål)
- Hälsingland – grynkaka, rörost, hälsingeostkaka
- Skåne – brunkål, luad ål, spegefläsk
- Småland – ostkaka, små stekta kroppkakor, ål
- Öland – små stekta kroppkakor
- Östergötland – bruna bönor, fläskkorv med vit sås
- Uppland – julgädda, bruna bönor, lutfisk
- Värmland – hackkorv, värmlandskorv
- Västergötland – grynkorv, bruna bönor

### Finländskt julbord
Det finländska julbordet har många likheter med det svenska men det finns också en mängd specifika inslag. Det mest typiska är kanske alla lådor och gratänger, som kålrotslåda, morotslåda och leverlåda. Andra specifika rätter är karelska piroger, karelsk stek och rosoll. Som dessert till kaffet kan serveras jultårta (på finska Joulutorttu), vilket är stjärnformade småkakor av smördeg, fyllda med plommonsylt.

### Dryck
Till julbordet finns det även olika typer av traditionell dryck. Sedan förkristen tid har jäst dryck av spannmål varit vanlig i Skandinavien, både till vardag och fest, i form av mjöd, öl och svagdricka. Men eftersom de allra flesta var tvungna att hushålla med spannmålen bryggde man svagt öl till vardags – som alltså kräver mindre spannmål – och starkare öl till fest. Julöl förknippas med julbord. Termen är inte strikt definierad och kan användas om vilket öl som helst som är avsett att drickas till jul, men brukar användas om ett relativt mörkt öl med viss sötma och kryddighet.
Kryddat brännvin blev vanligare i Skandinavien på 1700-talet, och senare blev akvaviten den vanliga juldrycken. Eftersom julbordet hämtat mycket av sina traditioner från brännvinsbordet har de kryddade snapsarna följt med. Visan ”Hej tomtegubbar” har sjungits vid julfirandet sedan 1800-talets första halva, först som en sånglek och från 1900-talet som snapsvisa.
Öl och liknade maltdryckerna tillhörde främst allmogens julfirande, medan borgerligheten och de övre stånden till julen oftare drack importerade viner från Medelhavsländerna, Frankrike och Tyskland. Det var även vanligt att man konsumerades starkviner som madeira och sherry till maten, eftersom dessa alkoholstarkare drycker klarade båttransporten bättre än svagare viner. Från slutet av 1700-talet och framåt blev det även vanligt med champagne vid finare julbord.
En dryck som blivit mindre vanlig på julbordet är mumman, som är en blandning som kan göras på en mängd olika vis, men ofta består av porter, portvin, eller annat (stark)vin och sockerdricka, lageröl eller julmust. Ofta tillsätts även någon sorts starksprit, exempelvis gin eller brännvin. Denna form av mumma är från 1930-talet, men det har förekommit äldre drycker med samma namn, som kryddad mumma, exempelvis med kardemumma; en blandning av mörkt öl och mousserande vin, som förekom på 1700-talet; och en tyskt mörkt och besk öl från 1500-talet, med namnet Braunschweiger mumme som i smaken påminner om dagens mumma.
Den svenska julmusten har en stark ställning på det svenska julbordet. Den lanserades 1910 som ett nykterhetsalternativ till öl och starksprit, men byggde på de långa traditionerna med söta, mustiga och högt kryddade maltdrycker som var så populära i samband med julens fester.
Glögg är vanlig som inledning till dagens julbord och som avslutning förekommer även äggtoddy.